# بلدرچین گمبل
بلدرچین گمبل (نام علمی: Callipepla gambelii) نام یک گونه از سرده زیباپوش است.